# Нощни вещици
Нощните вещици (на немски: Nachthexen; на руски: Ночные ведьмы) е немски прякор за жени авиаторки от 588-и нощен бомбардировъчен полк, по-късно 46-и Тамански гвардейски нощен бомбардировъчен авиационен полк на съветските военновъздушни сили. Почетното звание „гвардейски“ полкът получава за участието си в Сталинградската битка и Битката при Курск.
Отначало на жените е забранено да участват в боеве, но на 8 октомври 1941 г. Сталин издава заповед за създаването на 3 военновъздушни единици с женски състав, в това число и 558-и полк. Полкът е създаден от майор Марина Раскова и оглавен от майор Евдокия Бершанская и се състои главно от доброволки, които са около 20-годишни.

## История и тактики
Полкът извършва мисии за прецизно бомбардиране и бомбардиране с цел тормоз срещу немската армия от 1942 г. до края на войната. В периода на най-голямо разширение полкът има 40 двучленни екипажа. Лети на над 23 000 мисии, пускайки над 3000 тона бомби и 26 000 запалителни снаряда. Полкът е най-награждаваната бойна единица, съставена от жени в съветските военновъздушни сили, като много пилоти имат над 800 мисии към края на войната, а 23 от тях са удостоени със званието „Герой на Съветския съюз“. Тридесет и двама членове на полка умират през войната.
Полкът лети на бипланите Поликарпов По-2, създадени 1928 г. и предназначени за употреба като обучителни самолети (от тук и неговото обозначаване с „У“ като учебен) и за пръскане на посеви, като имат дори специална версия Поликарпов У-2LNB за нощни атаки и до този ден остават най-произвежданите дървени тела на самолет в авиационната история. Самолетите могат да носят само по шест бомби наведнъж и затова са нужни 8 или повече мисии на нощ. Въпреки че самолетите са остарели и бавни пилотите се осмеляват да използват изключителната им маневреност. Те имат предимството, че максималната им скорост е по-ниска от най-ниската възможна скорост на Месершмит Bf 109 и Focke-Wulf Fw 190, в резултат на което на немските пилоти им е трудно да ги свалят. Изключение от това е немския ас Йозеф Коциок, който кара руския полк да се приземи за цяла нощ след като сваля четири от самолетите им за една нощ.
Техниката на атака на нощните бомбардировачи е да оставят двигателя на празен ход и да се плъзгат до точката на пускане на бомбата, като единствения шум, който може да разкрие местоположението на самолетите е шумът на вятъра. Германските войници оприличават звука на метли и назовават авиаторките „Нощни вещици.“ Поради тежестта на бомбите и ниската височина на полет, пилотите не носят никаква парашути до 1944 г.
Когато полка е разположен на фронта през юни 1942 г. е вкаран в състава на четвърта въздушна армия на Югоизточния фронт. През февруари 1943 г. полка е награден със званието гвардейски и реорганизиран в 46-и гвардейски нощен бомбардировъчен авиационен полк, част от 325-а нощна бомбардировъчна авиационна дивизия на Четвърта въздушна армия, Втори беларуски фронт. През октомври 1943 г. се реорганизира в 46-и „Тамански“ гвардейски бомбардировъчен авиационен полк. „Тамански“ в името на военната част е заради участието ѝ в операцията Новоросийск-Таман на Таманския полуостров през 1943 г.

## Операции
На 23 май 1942 г. членове на полка тръгват от Военното авиационно училище „Енгелс“ към Южния фронт като част от 228-а дивизия от Четвърта въздушна армия. На 27 май пристигат на място.
- 12 юни 1942: Бойното кръщение на полка става на Южния фронт по време на бомбардировките при реките Миус, Северни Донец и Дон, както и на пътищата по степите на Сал и предградията на Ставропол.
- август – декември 1942 г.: В Битката за Кавказ полкът защитава Владикавказ и едновременно с това бомбардират врага и войските в Дигора, Моздок и Прохладни.
- януари 1943: Подпомагат пробива в защитните линии на германците при река Терек, както и при офанзивите срещу войските им в долината на река Кубан и Ставропол.
- март – септември 1943: Помагат при пробива на Кубанското предмостие и освобождаването на Новоросийск.
- април – юли 1943: Участват във въздушните сражения над Кубан.
- ноември 1943 – май 1944: Осигуряват въздушна поддръжка на наземните войски по време на операция Керч-Елтиген, част от Битката за Крим и в град Севастопол.
- юни – юли 1944: Бомбардиране на вражески укрепления по река Проня, като по този начин помагат да се превземат Бялисток, Червен, Минск и Могильов в Беларус.
- август 1944: Операции в Полша по време на сраженията за изгонване на германците от градовете Аугустов, Варшава и Остроленка.
- януари 1945: Участват в Източно-пруската офанзива.
- март 1945: Участват в настъпленията при Гдиня и Гданск.
- април – май 1945: Помагат по време на Висло-Одерската операция.
- 15 октомври 1945: Полкът е разформирован, а съставът му демобилизиран.

## Излитане за сражения
По време на войната полкът прави общо 23 672 бойни полети в следните битки:
- Битка за Кавказ – 2920 бойни полети
- Кубан, Таман, Новоросийск – 4623 бойни полети
- Битка за Крим – 6140 бойни полети
- Беларуска офанзива – 400 бойни полети
- Полска офанзива – 5421 бойни полети
- Немска офанзива – 2000 бойни полети

Общо полка натрупва 28 676 полетни часа, хвърля над 3000 тона бомби и над 26 000 запалителни бомби, повреждайки или напълно разрушавайки 17 моста, девет жп линии, две жп гари, 26 склада, 12 склада за гориво, 176 бронирани коли, 86 огневи позиции и 11 прожектора. Отделно от бомбардировките военната част извършва 155 доставки на храна и амуниции по въздуха.

## Членове на екипажа
Общо 261 души служат в полка, от които 32 умират по различни причини, които включват катастрофа на самолета, смърт в сражение и туберкулоза, като 28 самолета са разрушени.
Командване
- Евдокия Бершанская – командир
- Серафима Амосова – заместник-командир
- Евдокия Рачкевич – комисар
- Мария Фортус и по-късно Ирина Ракоболская – началник-щаб
- Валентина Ступина и по-късно Хиуаз Доспанова – началник на свързочния отдел

Герои на Съветския съюз, Русия и Казахстан
Двадесет и трима души от полка са удостоени със званието Герой на Съветския съюз, две са наградени със званието Герой на Руската федерация, а една с Герой на Казахстан.
- Раиса Аронова – Герой на Съветския съюз
- Вера Белик (убита в акция) – Герой на Съветския съюз
- Марина Чечнева – Герой на Съветския съюз
- Руфина Гашева – Герой на Съветския съюз
- Полина Гелман – Герой на Съветския съюз
- Татяна Макарова (убита в акция) – Герой на Съветския съюз
- Наталия Меклин – Герой на Съветския съюз
- Евдокия Носал (убита в акция) – Герой на Съветския съюз
- Олга Санфирова (убита в акция) – Герой на Съветския съюз
- Зоя Парфенова – Герой на Съветския съюз
- Евдокия Паско – Герой на Съветския съюз
- Надежда Попова – Герой на Съветския съюз
- Нина Разпопова – Герой на Съветския съюз
- Евгения Руднева (убита в акция) – Герой на Съветския съюз
- Екатерина Рябова – Герой на Съветския съюз
- Ирина Себрова – Герой на Съветския съюз
- Мария Смирнова – Герой на Съветския съюз
- Магуба Сиртланова – Герой на Съветския съюз
- Нина Уляненко – Герой на Съветския съюз
- Евгения Жигуленко – Герой на Съветския съюз
- Александра Акимова – Герой на Руската федерация
- Татяна Сумарокова – Герой на Руската федерация
- Хиуаз Доспанова – Герой на Казахстан

## В медиите

### Филмови и телевизионни екранизации
- Пред 1981 г. е направен съветският филм Нощни вещици в небето (на руски: В небе ночные ведьмы), режисиран от Евгения Жигуленко, Герой на Съветския съюз и една от пилотите в полка.[16]

- През 2001 г. е замислена съвместна британско-руска продукция с участието на Малкълм Макдауъл, Софи Марсо и Ана Фрийл, но снимането се проваля поради липсата на подкрепа от американско студио.[17]

- През 2013 г. излизат две различни продукции. Първата е кратка анимация озаглавена Нощната вещица в чест на Надежда Попова, която умира по-рано същата година, и е създадена в сътрудничество с броя на списание Ню Йорк Таймс Животите, които живяха и режисирана от Алисън Клейман.[18] Втората продукция, която е създадена и разпространена, е руски телевизионен сериал, озаглавен Нощни лястовици.[19] Същата година се пуска съобщение, че ще бъде направен пълнометражен филм, написан от Грегъри Алън Хауърд и финансиран от правнука на Борис Елцин, но няма никаква нова информация след първоначалното съобщение.[20]

### Споменаване в медиите
- Нощните вещици се появяват в дългогодишната поредица британски комикси Johnny Red, създадена от Том Тъли и Джо Колкъхоун за списанието Battle Picture Weekly.[21] Писателят Гарт Енис, фен на поредицата от дете написва книга комикс в три части, наречена Бойни полета: Нощните вещици.[22][23]
- Друг комикс „Великият херцог“, в който нощните вещици участват се появява. Написан е от Ян и Ромен Хуго (Archaia Entertainment, 2012.)[24]
- 'Operation Nachthexen', история в брой 4599 на сп. Командо (май 2013) е първата такава, в която жена е водещият герой. Освен това две по-нататъшни истории Лов на вещици (4616, юли 2013) и Завръщането на война (4635, септември 2013) създават трилогията Nachthexen Saga. Всички три истории са написани от Мак Макдоналд и илюстрирани от Карлос Пино. Протагонистът в историята е Яна Белинки.
- Джейсън Морнингстар създава настолна ролева игра Нощни вещици.[25]
- Червени сестри, черни небеса е ЛАРП за 18 души играна на 2017 Phenomenon Role-playing Convention в Канбера, основана на Нощните вещици на Джейсън Морнингстар. Играта се провежда за две сесии и включва социални взаимодействия между нощните нападения в продължение на 3 дни.
- През 2017 г. Big Finish Productions, която произвежда официално аудиопиесите Доктор Кой, пуска на пазара Нощните вещици, историческо приключение, написано от Роланд Мур и включващо Втори Доктор.[26]
- Шведската хевиметъл група Сабатон, известна с песните си на военна тематика, има песен „Нощни вещици“, разказваща за полка.[27]
- Холандската дет метъл група Hail of Bullets има песен, наречена „Nachthexen“.[28]
- Лейтенант Людмила Горбунова от Worldwar от Хари Търтълдоув е член на Нощните вещици.
- Британската прогресив рок група Wolf People има песен наречена „Нощни вещици“.
- Романът „Нощните вещици“, написан от Катрин Ласки.

## Допълнителни книги
- Dixon, Robyn. Day of Glory for USSR's Night Witches //   Los Angeles Times, 10 май 2001. Посетен на 29 юни 2016.
- Wright, Mike. What they didn't teach you about World War II.   Novato, California, Presido, 1998. ISBN 978-0-89141-649-4.